# Charles-Frédéric Kreubé
Charles-Frédéric Kreubé (Lunéville, 5 novembre 1777 - Saint-Denis, 3 mai 1846) est un violoniste, chef d'orchestre et compositeur français.

## Biographie
Élève de Rodolphe Kreutzer, il entre en 1801 à l'orchestre de l'Opéra-Comique comme premier-violon, il devient sous-chef d'orchestre en 1805 et succède à Blasius comme premier-chef en 1816, place qu'il quittera en 1828.
On lui doit les musiques d'opéras-comiques, les arrangements d'opéras et les compositions de nombre de pièces de boulevard des théâtres parisiens du XIXe siècle.

### Vie privée
Il est l'époux de la cantatrice Jeanne Marie Françoise Bosquier, dite Aglaé Gavaudan.

## Œuvres
- Aline, reine de Golconde, opéra en trois actes, de Jean-Baptiste Vial et Edmond de Favières, (arrangements), 1803
- Le Vaisseau amiral opéra en un acte, de Saint-Cyr, (arrangements), 1805
- Françoise de Foix, en trois actes de Jean-Nicolas Bouilly et Emmanuel Dupaty, (ouverture), 1809
- Le Forgeron de Bassora, opéra-comique en deux actes de Charles Augustin de Bassompierre, 1813
- Le Portrait de famille ou Les Héritiers punis, opéra-comique de Eugène de Planard, 1814
- La Redingotte et la perruque, opéra-comique de Eugène Scribe, 1814
- Une nuit d'intrigue ou Le Retour du bal masqué, opéra-comique de Jean Michel Constant Leber, 1816
- La Jeune Belle-mère, opéra-comique de Charles Augustin de Bassompierre et Théophile Marion Dumersan, 1816
- L'Héritière, opéra-comique de Emmanuel Théaulon, 1817
- Edmond et Caroline ou La Lettre et la Réponse, comédie en un acte de Benoît-Joseph Marsollier des Vivetières, (morceaux détachés chant et piano (ou harpe)), 1819
- La Jeune Tante, opéra-comique de Anne Honoré Joseph Duveyrier de Mélesville, 1820
- Le Philosophe en voyage, opéra en trois actes de Louis-Barthélémy Pradher et Paul de Kcok, 1821
- Le Coq de village, opéra-comique d'Achille d'Artois, 1822
- Le Paradis de Mahomet ou La Pluralité des femmes, opéra-comique de Scribe et Mélesville, 1822
- Jenny la Bouquetière, opéra-comique de Jean-Nicolas Bouilly, Joseph-Marie Pain et Pradher, 1823
- L'Officier et le Paysan, opéra-comique d'Achille d'Artois, 1824
- Les Enfans de Maître Pierre, opéra-comique en 3 actes, de Paul de Kock, (morceaux détachés chant et piano), 1825
- La Lettre posthume, opéra-comique de Scribe et Mélesville, d'après Walter Scott, 1827
- Le Mariage à l'anglaise, opéra-comique en un acte de Jean-Baptiste-Charles Vial et Justin Gensoul, 1828
- Deuxième Fantaisie pour piano et violon, avec Victor Dourlen
- 3 Duos concertants pour deux violons
- 3 Quatuors pour deux violons, alto et basse
- Septième Recueil de romances, paroles de Rairio
- Huitième Recueil de romances, paroles de Hoffman
- Six Romances
- Trio concertant pour deux violons et basse